# Gare de Bovisio-Masciago-Mombello
La gare de Bovisio-Masciago-Mombello (en italien, Stazione di Bovisio Masciago-Mombello) est une gare ferroviaire italienne de la ligne de Milan à Asso, située sur le territoire de la commune de Bovisio-Masciago dans la province de Monza et de la Brianza en région de Lombardie.

## Situation ferroviaire
Établie à environ 192 mètres d'altitude, la gare de Bovisio-Masciago-Mombello est située au point kilométrique (PK) 17 de la ligne de Milan à Asso, entre les gares de Varedo et de Cesano-Maderno. 

## Service des voyageurs

### Accueil
Gare voyageurs LeNord, elle dispose d'un bâtiment voyageurs, avec guichet et automate pour l'achat de titres de transport.
Un passage souterrain permet l'accès aux quais et la traversée des voies. 

### Desserte
Bovisio-Masciago-Mombello est desservie par des trains de la ligne S2, Mariano-Comense - Milan-Rogoredo du Service ferroviaire suburbain de Milan et de la ligne S4.

### Intermodalité
Un parking pour les véhicules est aménagé à proximité.